# Stazione di Driehuis
La stazione di Driehuis (in olandese station Driehuis) si trova a Driehuis nella regione dell'Olanda Settentrionale e fu inaugurata il 29 settembre 1957 con il nome di stazione di Driehuis Sud.
La stazione è composta da due binari ed una banchina ad isola, ed è situata sulla tratta Haarlem-Uitgeest-Alkmaar. La NS gestisce i servizi della stazione.
Da non confondere con la stazione di Driehuis-Westerveld, la quale si trova sulla linea ferroviaria Santpoort Noord-IJmuiden ed il cui traffico passeggeri è fermo dal 1999.

## Movimento
| N. di serie | Tipo di treno | Itinerario                                                                                   | Frequenza                              |
| ----------- | ------------- | -------------------------------------------------------------------------------------------- | -------------------------------------- |
| 14800       | Sprinter      | Amsterdam Centraal – Haarlem – Driehuis – Beverwijk – Uitgeest – Castricum – Alkmaar – Hoorn | 2x ora, la sera Haarlem-Hoorn ogni ora |